# Marcelo Mazzarello
Marcelo Mazzarello (ur. 13 lutego 1965 w Buenos Aires) – argentyński aktor.

## Życiorys
Urodził się w Buenos Aires, gdzie pracował jako aktor przez prawie całe życie. Mając blisko dwadzieścia lat, rozpoczął studia filmowe na seminarium Normana Briskiego. Debiutował w sztuce Parakultural obok José Luisa Olivera. Wystąpił także w sztukach: Volpone (1992), Seks, kłamstwa i pieniądze (Sexo mentiras y dinero, 2003), Kim są części (¿Quién son vó!, 2003) w Teatro Belisario i Chleb szaleństwa (El pan de la locura, 2006) w Teatro de la Ribera. 
W 1997 debiutował na szklanym ekranie jako Diógenes Pupato (Coco) w telenoweli produkcji argentyńskiej Telefe Naranja y media. Dużą popularność w Polsce przyniosła mu rola Rocky'ego w telenoweli Zbuntowany anioł (1998–1999) oraz Miguela Quesada w Jesteś moim życiem (2006). 

## Filmografia

### Filmy
- 1998: Przekaz zwiastunów wujka Pepe (La herencia del tío Pepe) - Argentyna
- 2000: Wesołych świąt (Felicidades) jako sparaliżowany - Argentyna
- 2001: Ucieczka (tyt. oryg. La Fuga) jako Ochroniarz Bordiola - Argentyna / Hiszpania
- 2002: Chúmbale jako Enzo - Argentyna
- 2005: Paredón, paredón - Argentyna
- 2005: Rozbiórka (tyt. oryg. La demolición) - Argentyna
- 2005: La suerte está echada jako Felipe - Argentyna
- 2006: Nieznośna gra pozorów (tyt. oryg. Pretendiendo) - Chile
- 2008: Legenda (tyt. oryg. La leyenda) jako Esponja - Argentyna
- 2008: Dwóch przyjaciół i złodziej (tyt. oryg. Dos amigos y un ladrón) jako Petiso - Argentyna
- 2008: Poziomo/Pionowo (tyt. oryg. Horizontal/Vertical) jako Vicente - Argentyna
- 2009: Una cita, una fiesta y un gato negro jako Turek - Argentyna
- 2013: La Boleta - Argentyna

### Seriale TV
- 1997: Pomarańcz i media (tyt. oryg. Naranja y media) jako Diógenes Pupato (Coco)
- 1998: Ojitos verdes jako Pucho - mąż Marii
- 1998: Lo tuyo es mio jako Pedro
- 1998: Casablanca
- 1998-1999: Zbuntowany anioł (tyt. oryg. Muñeca brava) jako Rocky
- 1999-2001: Dobry sąsiad (tyt. oryg. Buenos vecinos) jako Luis
- 2001: Buen día para todos
- 2002: Ostatnia minuta (tyt. oryg. Tiempofinal)
- 2003: Malandras
- 2003: Flavia jako Rolo
- 2004: Sin código jako Zeta
- 2005: Numeral 15
- 2005: Człowiek honoru (tyt. oryg. Hombres de Honor)
- 2005: Teléfono descompuesto
- 2006: Jesteś moim życiem (tyt. oryg. Sos mi vida) jako Miguel Quesada
- 2007: Casi ángeles
- 2008: Por amor a vos
- 2011-2012: Los únicos jako Adolfo Fortuna
- 2013: Los vecinos en guerra jako Francisco 'Pancho' Joglar
- 2013: Santos y pecadores
- 2013: Historia Clínica jako Enrique Santos Discépolo
- 2014: Viudas e hijos del Rock & Roll jako Estanislao 'Polaco' Karlovich
- 2015: Animadores jako Victor
- 2018: Simona jako Juan Alberto 'Johnny' Lambaré / Johnny

## Nagrody i nominacje
Marcelo Mazzarello był m.in. 3 razy nominowany do argentyńskiego odpowiednika Oscara - nagrody Martin Fierro, z czego jeden raz otrzymał statuetkę. 
Wszystkie nagrody i nominacje zostały podane w poniższej tabeli: 
| rok  | nazwa nagrody     | kategoria                                                      | za rolę w                | wynik     |
| ---- | ----------------- | -------------------------------------------------------------- | ------------------------ | --------- |
| 1997 | Martín Fierro     | Revelación (pol. Wschodząca gwiazda)                           | Pomarańcz i media        | wygrana   |
| 2001 | Cóndor de Plata   | Actor de reparto (pol. Członek obsady)                         | Wesołych świąt           | nominajca |
| 2004 | Cóndor de Plata   | Actor protagónico (pol. Aktor pierwszoplanowy)                 | La suerte está echada    | nominacja |
| 2006 | Martín Fierro     | Actor de reparto en Comedia (pol. Członek obsady w komedii)    | Jesteś moim życiem       | nominacja |
| 2007 | Martín Fierro     | Actor de reparto en Comedia (pol. Członek obsady w komedii)    | Jesteś moim życiem       | nominacja |
| 2013 | Estrella de Mar   | Actor de reparto en Comedia (pol. Członek obsady w komedii)    | El H. de P. del Sombrero | wygrana   |
| 2013 | Premios ACE       | Actor de reparto en Comedia (pol. Członek obsady w komedii)    | El H. de P. del Sombrero | nominacja |
| 2015 | Florencio Sánchez | Mejor unipersonal (pol. Najlepszy w pojedynkę)                 | Mazzarello no chilla     | nominacja |
| 2016 | Estrella de Mar   | Protagonista en Comedia (pol. Aktor pierwszoplanowy w komedii) | Mamá decía               | wygrana   |